# Visita de Richard Nixon a la República Popular China en 1972
La visita del presidente de Estados Unidos Richard Nixon a la República Popular China fue un paso importante para formalmente normalizar las relaciones entre Estados Unidos y la República Popular China. Supuso la primera vez que un presidente de Estados Unidos visitaba la RPC, quien en esos tiempos consideraba a Estados Unidos como uno de sus principales enemigos. Entre el público estadounidense la visita se convirtió en una metáfora para una acción inesperada o no característica de un político.

## La visita

### Contexto histórico

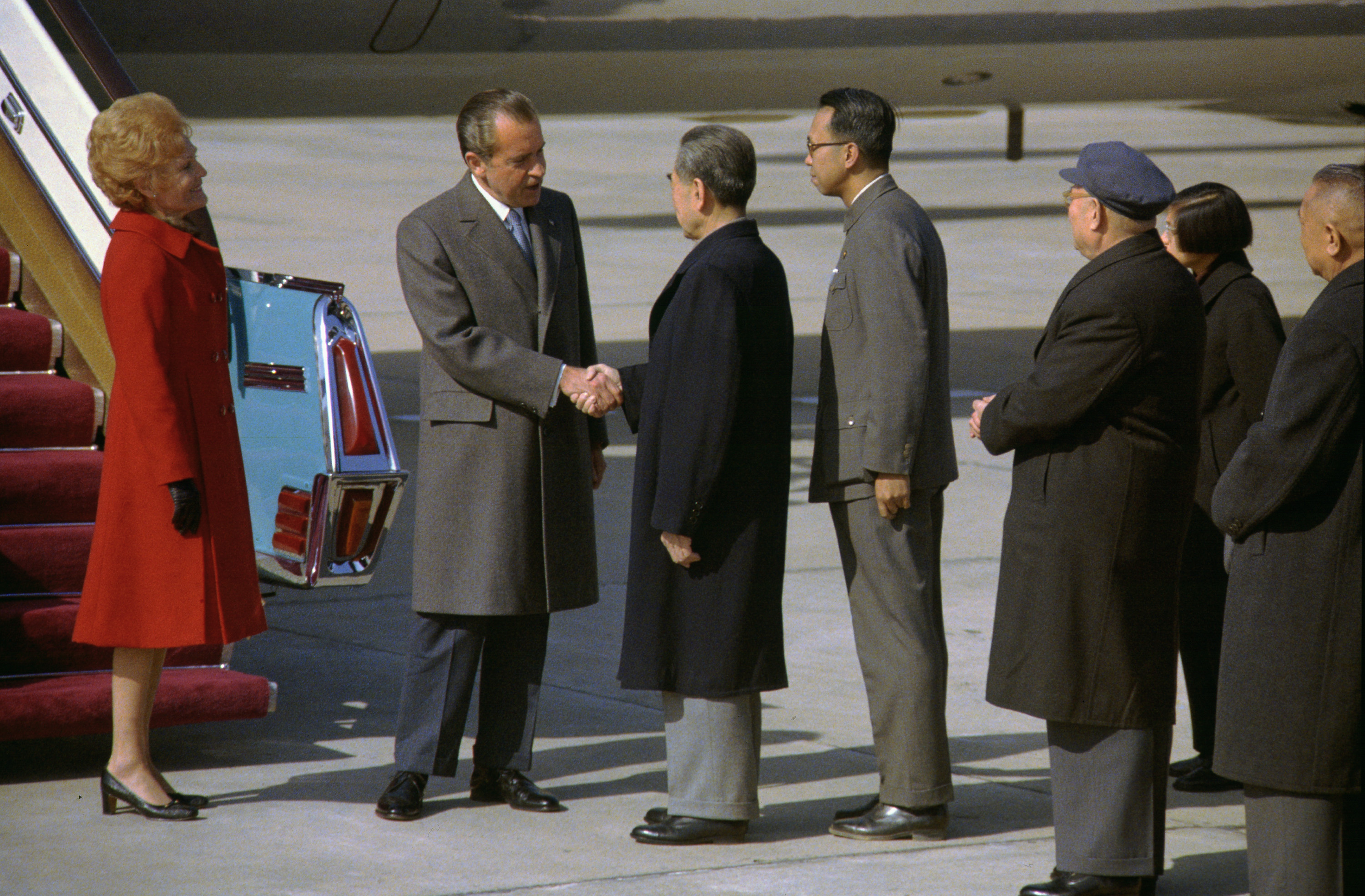
El presidente de Estados Unidos, Richard Nixon, saluda al primer ministro de China, Zhou Enlai

La mejora de las relaciones con la Unión Soviética y la República Popular China son algunos de los más conocidos éxitos diplomáticos alcanzados por Estados Unidos durante la presidencia de Nixon. Después de la Segunda Guerra Mundial, los estadounidenses vieron cómo las relaciones entre Estados Unidos y la Unión Soviética se deterioraban: el gobierno soviético consolidaba Estados títeres comunistas en Europa Oriental y China se decantaba por el comunismo desde 1949, recién comenzada la Guerra Fría. 
La hostilidad estadounidense hacia la URSS causaba que desde la década de 1950 muchos estadounidenses tuvieran la preocupación que militantes comunistas aumentaran su influencia dentro de EE. UU., lo cual había dado lugar a la "cacería de brujas" del senador estadounidense Joseph McCarthy contra supuestos "espías comunistas" infiltrados en medios académicos, artísticos, sindicatos, o en la diplomacia. De hecho, una de las principales razones por las que Richard Nixon fue el candidato a la vicepresidencia de Eisenhower en las elecciones presidenciales de 1952 y 1956 fue su fuerte postura anticomunista. A pesar de esto, en 1972 Nixon se convirtió en el primer presidente de los Estados Unidos en visitar China.
La Ruptura sino-soviética de 1960-1962 había modificado la situación al respecto pues la República Popular China no sólo rechazaba la tutela ideológica soviética sino que insistía en presentarse como "verdadero Estado marxista" y negaba tal calidad a la URSS, deviniendo en una lucha ideológica de ambas potencias que se extendió a movimientos comunistas de todo el planeta, ahora divididos en tendencias "pro-soviéticas" o "pro-chinas" del marxismo leninismo. Ante esta división, el gobierno de Richard Nixon planeó el acercamiento diplomático a uno de los dos rivales ideológicos, la China Popular.  

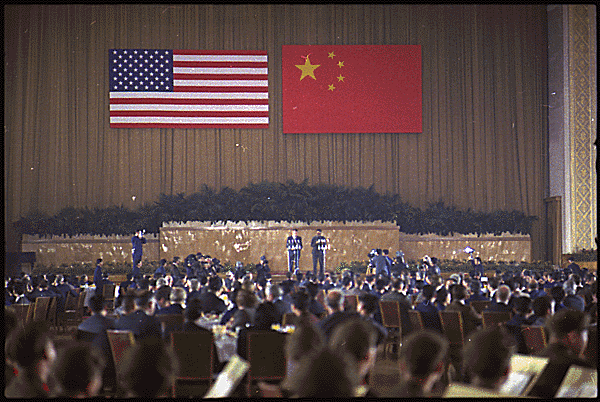
Richard Nixon y Zhou Enlai hablando en un banquete.

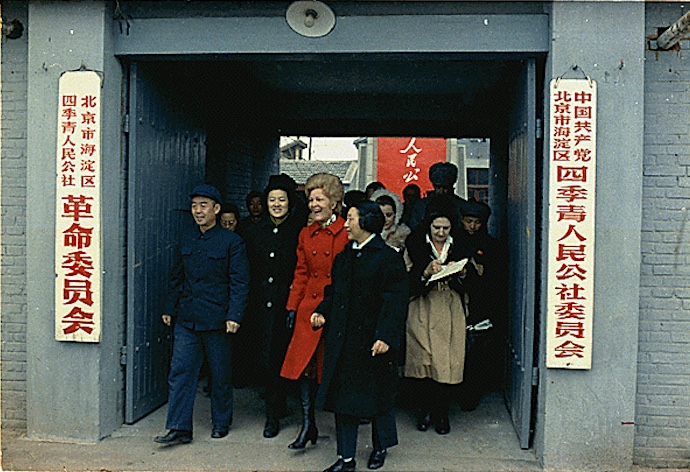
Pat Nixon en la República Popular China

### Preparación
En julio de 1971, el "Consejero de Seguridad Nacional" de Estados Unidos, Henry Kissinger, visitó secretamente Pekín en el transcurso de un viaje a Pakistán, y preparó las bases para una visita oficial de Nixon a China tras contactar con el primer ministro chino Zhou Enlai, asegurando el deseo estadounidense de normalizar relaciones diplomáticas con China y lograr un acercamiento económico entre ambos países, alegando que la potencia de China no podía ser "ignorada por más tiempo" en los EE. UU. En un ejercicio de realpolitik, Kissinger admitió la rivalidad ideológica entre ambos países pero también resaltó el deseo de ambos de una distensión. Zhou aceptó la posibilidad del acercamiento y se dejó abierta la opción de una visita oficial de Richard Nixon a inicios de 1972.

### Encuentro
Del 21 al 28 de febrero de 1972, Richard Nixon viajó a Pekín, Hangzhou y Shanghái. Tan pronto el presidente estadounidense llegó a la capital china fue convocado a un encuentro con Mao Zedong, quien, sin conocimiento de los estadounidenses, había estado enfermo nueve días antes pero se sentía lo bastante fuerte para reunirse con Nixon. El secretario de Estado estadounidense William P. Rogers fue excluido de este encuentro a petición de los delegados chinos y el único estadounidense presente, además de Nixon, fue el consejero de Seguridad Nacional (y después, embajador de Estados Unidos en China) Winston Lord. Para evitar dejar en vergüenza a Rogers, Lord fue recortado de las fotografías oficiales del encuentro; aunque Nixon estuvo una semana en China, esa fue la única ocasión en la que se reunió con Mao. Acerca de la reunión, las primeras palabras de Mao a Nixon fueron: "Nuestro viejo amigo, el generalísimo Chiang Kai-shek, no aprueba esto".
Nixon, por el contrario, sí pudo sostener muchas reuniones con el primer ministro chino Zhou Enlai durante el viaje, que incluyeron visitas a la Gran Muralla China, Hangzhou y Shanghái. Al término de su viaje, los gobiernos de Estados Unidos y la República Popular China expidieron el Comunicado de Shanghái, un comunicado sobre sus puntos de vista en política exterior y un documento que sentaría las bases de las relaciones bilaterales chino-estadounidenses por muchos años. Kissinger declaró también que Estados Unidos retiraría sus fuerzas militares de la isla de Taiwán, pero sin renunciar a su alianza militar con el régimen de la República de China. En el comunicado, ambas naciones prometen trabajar para una "normalización completa" de sus relaciones diplomáticas, lo cual se logró en 1977.

## Resultados
Estados Unidos aceptó oficialmente el postulado de Una sola China que el gobierno de Pekín ya había formulado para fundamentar sus reivindicaciones de soberanía a ambos lados del estrecho de Taiwán. Nixon y el gobierno de Estados Unidos reafirmaron sus intereses en una solución pacífica al problema de Taiwán, que pudiera ser acordada también por los propios chinos. Esta declaración habilitaba al gobierno de EE. UU. y la RPC para omitir de modo temporal "la cuestión crucial que obstruye la normalización de las relaciones" refiriéndose al estatus político de Taiwán y la apertura comercial entre ambos países. 
Sin embargo, Estados Unidos siguió manteniendo relaciones diplomáticas con el gobierno de la República de China en Taiwán hasta 1979 cuando los EE. UU. dejaron de reconocer a la República de China y establecieron relaciones diplomáticas plenas con la RPC, aunque manteniendo una ambigüedad política al respecto en tanto fuertes vínculos militares y económicos entre EE. UU. y Taiwán subsisten hasta la actualidad. En la URSS la visita fue recibida con aprensión por la prensa soviética y se repitieron las acusaciones de "falta de realismo" que el régimen soviético achacaba a China desde la ruptura de 1960.
Después de la visita de Nixón, él habló acerca de lo que la visita de 1972 significaba para ambos países en el futuro:
"Ésta fue una semana que cambió el mundo, tal como hemos dicho en el comunicado, no es tan importante como lo que haremos en los próximos años para construir un puente sobre 16.000 millas y 22 años de hostilidades que nos han dividido en el pasado. Y lo que hemos dicho hoy es que debemos construir ese puente".
Richard Nixon escribió muchos libros acerca de sus contribuciones internacionales y sus logros. Beyond Peace es el último de sus volúmenes, en el que habla de la necesidad de Estados Unidos de sacudir la competencia en un mundo transformado por el colapso del bloque comunista.

### Repercusiones
Max Frankel del The New York Times recibió el Premio Pulitzer de reportaje internacional por su cobertura de este evento.
Esta visita inspiró a John Adams a escribir la ópera Nixon in China en 1987.

## Para más información
- Burr, William (1999) The Kissinger Transcripts, New Press
- Ladley, Eric (2002) Nixon's China Trip, Writer's Club Press; (2007) Balancing Act: How Nixon Went to China and Remained a Conservative.
- MacMillan, Margaret (2007) Nixon & Mao: The Week that Changed the World, Random House
- Mann, James (1999)About Face, Knopf
- Nixon, Richard (1978) RN: The Memoirs of Richard Nixon, Grosset & Dunlap
- Tyler, Patrick (1999) A Great Wall, Public Affairs
- Dallek, Robert (2007). Nixon and Kissinger: partners in power. Nueva York: HarperCollins. ISBN 0060722304.
- Drew, Elizabeth (2007). Richard M. Nixon. Nueva York: Times Books. ISBN 0805069631.
- Kadaré, Ismail (1989) The Concert

- Datos: Q862054
- Multimedia: 1972 Nixon visit to China / Q862054